# Stade Brestois 29 2021-2022
Questa voce raccoglie le informazioni riguardanti lo Stade Brestois 29 nelle competizioni ufficiali della stagione 2021-2022.

## Maglie e divise
Lo sponsor tecnico per la stagione 2021-2022 è Adidas, mentre lo sponsor ufficiale è Quéguiner Matériaux.
| Casa | Trasferta | Terza maglia |

## Rosa
In corsivo i calciatori ceduti durante la stagione
| N. |                    | Ruolo | Calciatore                    |
| -- | ------------------ | ----- | ----------------------------- |
| 1  | Francia (bandiera) | P     | Gautier Larsonneur            |
| 2  | Francia (bandiera) | D     | Jean-Kévin Duverne            |
| 3  | Francia (bandiera) | D     | Lilian Brassier               |
| 5  | Francia (bandiera) | D     | Brendan Chardonnet (capitano) |
| 7  | Algeria (bandiera) | C     | Haris Belkebla                |
| 8  | Francia (bandiera) | C     | Paul Lasne                    |
| 9  | Francia (bandiera) | A     | Franck Honorat                |
| 10 | Francia (bandiera) | C     | Lucien Agoumé                 |
| 11 | Francia (bandiera) | C     | Romain Philippoteaux          |
| 11 | Uruguay (bandiera) | A     | Martín Satriano               |
| 14 | Francia (bandiera) | A     | Irvin Cardona                 |
| 15 | Benin (bandiera)   | A     | Steve Mounié                  |
| 16 | Francia (bandiera) | P     | Sébastien Cibois              |
| 17 | Francia (bandiera) | D     | Dénys Bain                    |

| N. |                        | Ruolo | Calciatore            |
| -- | ---------------------- | ----- | --------------------- |
| 18 | Francia (bandiera)     | D     | Ronaël Pierre-Gabriel |
| 19 | Comore (bandiera)      | A     | Rafiki Saïd           |
| 20 | Finlandia (bandiera)   | D     | Jere Uronen           |
| 21 | Francia (bandiera)     | C     | Romain Faivre         |
| 22 | Francia (bandiera)     | D     | Julien Faussurier     |
| 23 | Martinica (bandiera)   | D     | Christophe Hérelle    |
| 24 | Algeria (bandiera)     | A     | Youcef Belaïli        |
| 25 | Francia (bandiera)     | C     | Romain Del Castillo   |
| 26 | Francia (bandiera)     | A     | Jérémy Le Douaron     |
| 27 | Francia (bandiera)     | C     | Hugo Magnetti         |
| 28 | Francia (bandiera)     | A     | Hiang'a Mbock         |
| 29 | Senegal (bandiera)     | A     | Youssouph Badji       |
| 30 | Francia (bandiera)     | P     | Grégoire Coudert      |
| 33 | Francia (bandiera)     | D     | Noé Sow               |
| 40 | Paesi Bassi (bandiera) | P     | Marco Bizot           |